# Apodia martinii
Apodia martinii is een vlinder uit de familie tastermotten (Gelechiidae). De wetenschappelijke naam is voor het eerst geldig gepubliceerd in 1911 door Petry.
De soort komt voor in Europa.